# Kang Cho-hyun
Kang Cho-hyun, född 23 oktober 1982 i Seoul, är en sydkoreansk sportskytt.
Hon blev olympisk silvermedaljör i luftgevär vid sommarspelen 2000 i Sydney.